# Palazzo Antoniotto Cattaneo

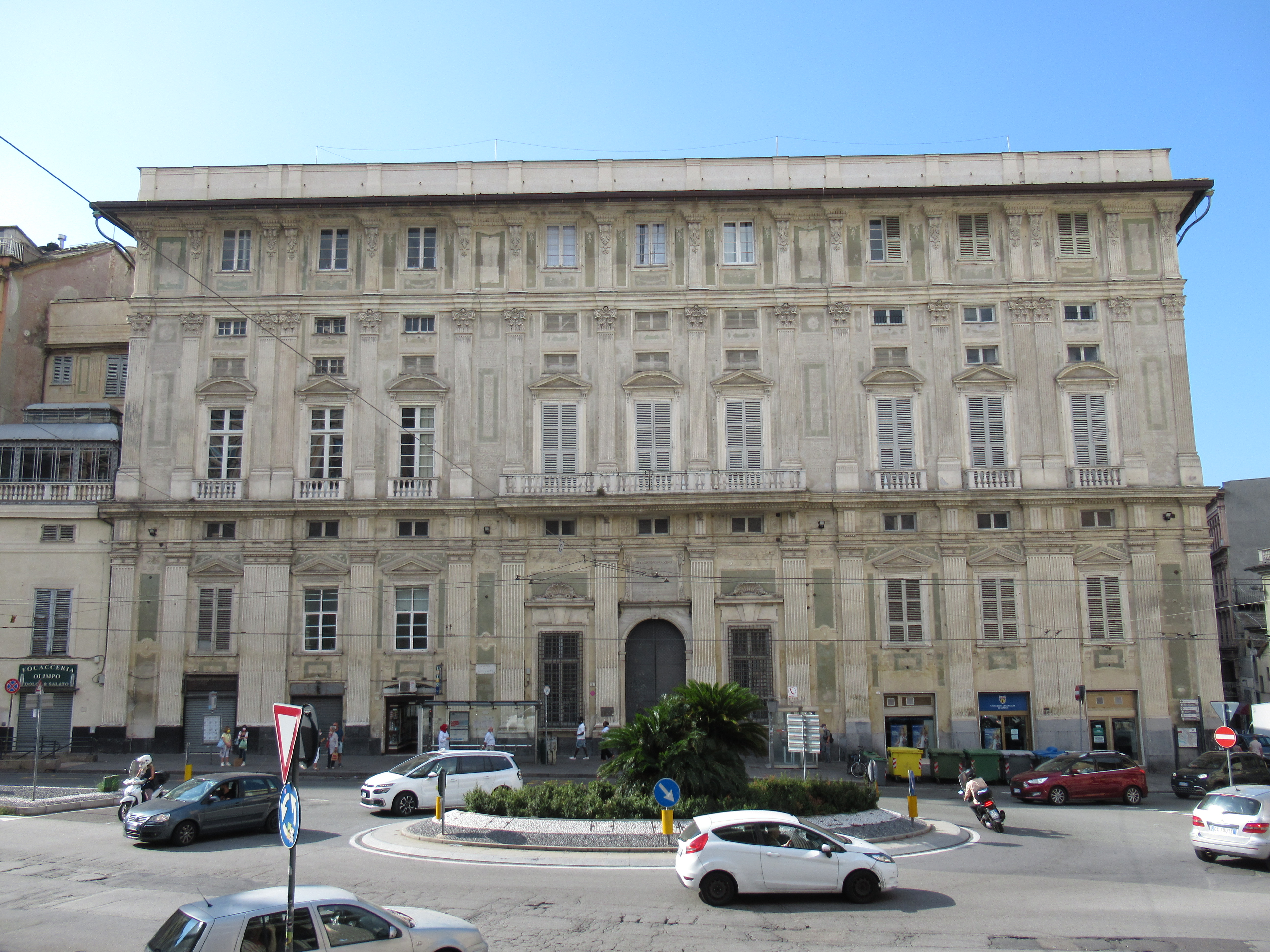

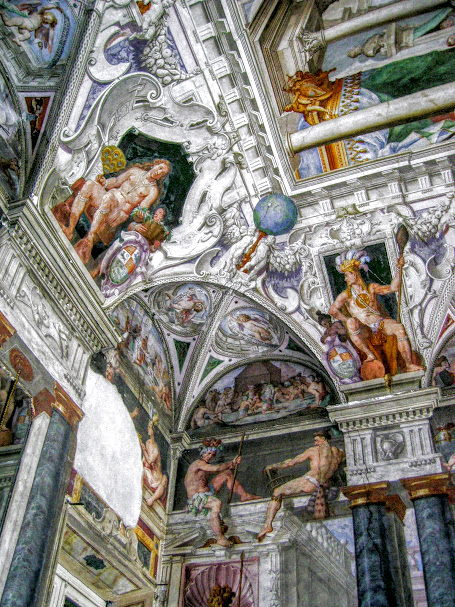
Scheinarchitektur, Erdgeschoss

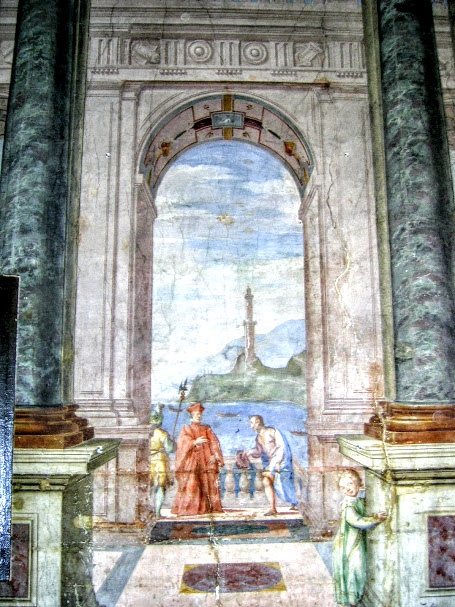
Scheinarchitektur, Erdgeschoss

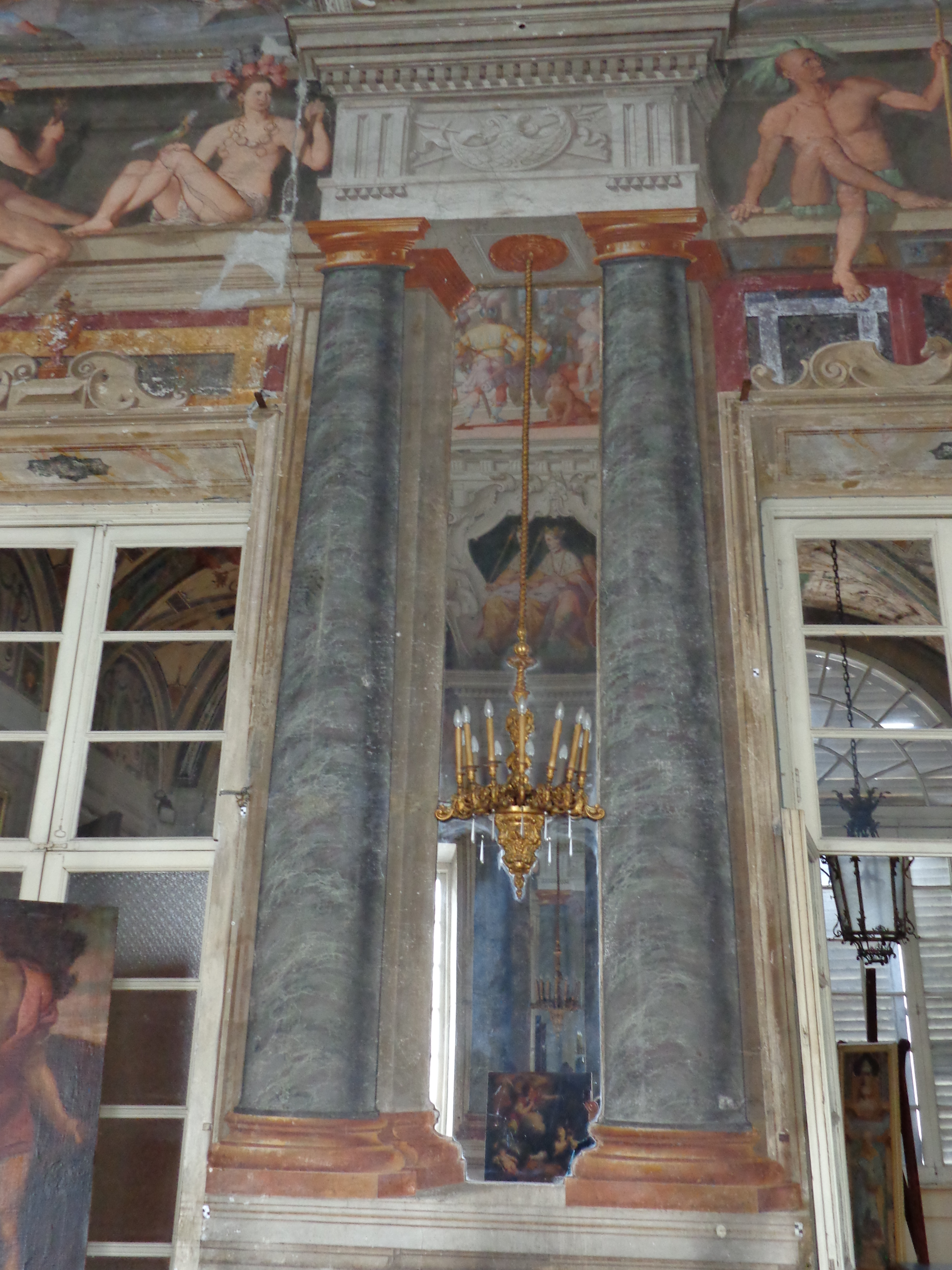

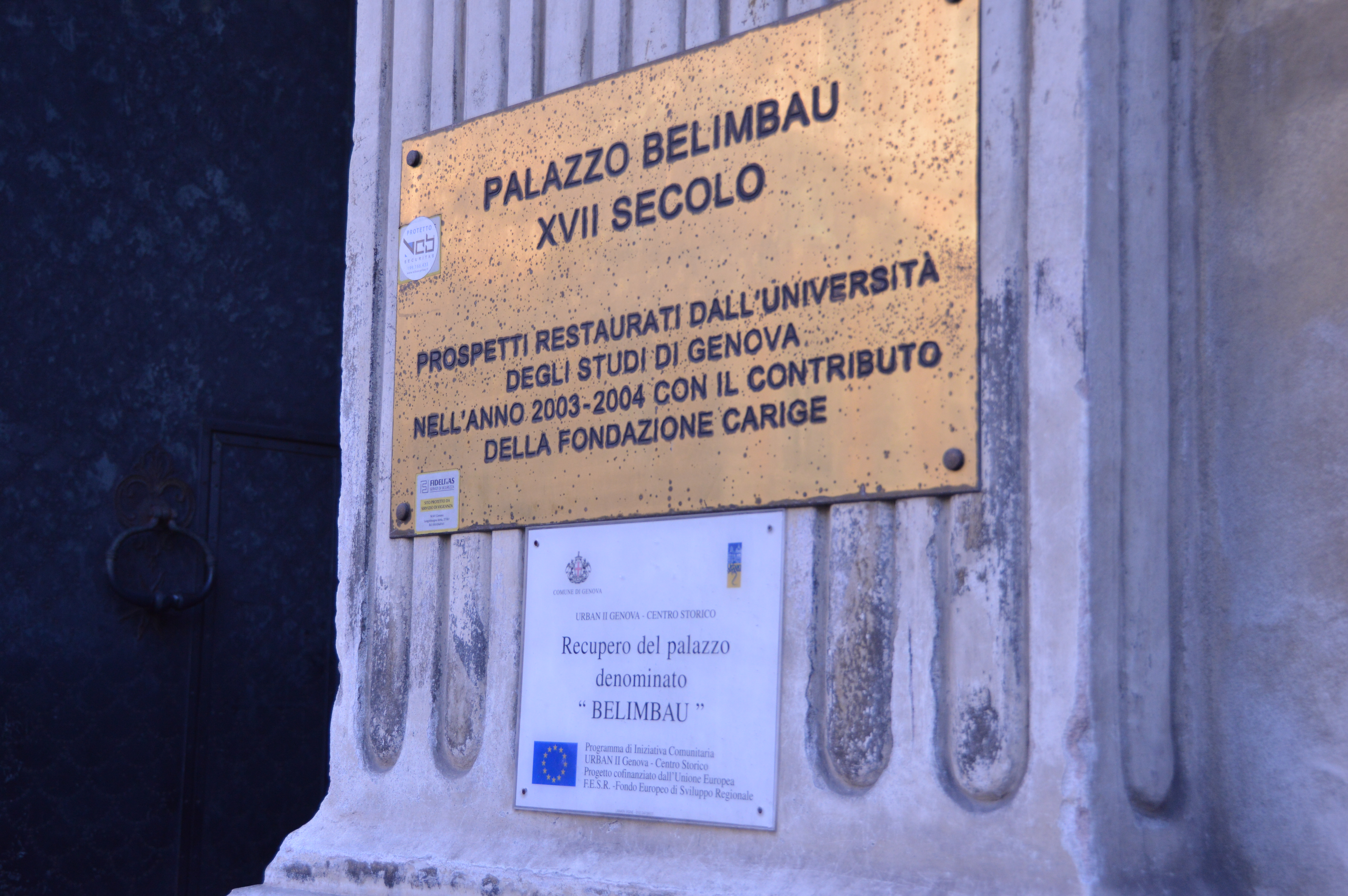
Heute: Universitätsgebäude

Der Palazzo Antoniotto Cattaneo (auch: Palazzo Francesco De Ferrari oder Palazzo Belimbau) ist ein Stadtpalast in Genua, der Teil des Welterbes der UNESCO „Genoa: Le Strade Nuove and the system of the Palazzi dei Rolli“ (deutsch: Genua: Le Strade Nuove und die Palazzi dei Rolli) ist. Das Gebäude liegt an der Piazza della Nunziata 2.

## Geschichte
Den Vorgängergebäude ließ Antoniotto Cattaneo, ein Mitglied des alten genuesischen Adels errichten. Der Bau war vor 1594 abgeschlossen. Kurz darauf ging der Palast in den Besitz von Francesco De Ferrari über, der mit den leges novae 1575 in den Adelsstand erhoben worden war und Delia Giustiniani heiratete, die einer der ältesten Adelsfamilien Genuas angehörte und großen Reichtum in die Ehe mitbrachte. Sie gestalteten die Anlage erheblich um und bezogen dabei auch eine benachbarte Residenz mit ein. Diese Arbeiten fanden zwischen 1604 und 1611 statt, vermutlich geleitet durch Andrea Ceresola, genannt il Vannone. Der Auftrag, den Palast mit Fresken auszustatten ging an Lazzaro Tavarone.
Als einer der Palazzi dei Rolli war er in den Rolli von 1588 bis 1664 eingetragen. Nach deren Klassifizierung, den „bussoli“, zählte er zu unterschiedlichen Klassen (zu den Einzelheiten dieser Eintragungen vergleiche hier).
Nach 1611 ging der Palazzo an die Familie Chiavari über und 1768 an die Familie Cambiaso, die den Architekten Giovanni Battista Pellegrini 1780 mit einer Generalsanierung im klassizistischen Stil beauftragte. 1815 wohnte auf einer Durchreise hier Papst Pius VII. Nach 1824, mit der Heirat von Marina Chiavari und Giovanni Battista Negrotto Cambiaso, ging der Palast in den Besitz der Familie Negrotto Cambiaso über.
1890 übernahm den Palazzo die Bankiers-Familie Belimbau, die das Gebäude nach und nach in Büroräume umwandelten. Bei den Bombenangriffen im Oktober 1943 auf Genua erlitt der Palast Schäden. Die wurden zwar behoben, aber mangelnder Bauunterhalt führte zu einem Verfall des Gebäudes. In der zweiten Hälfte des 20. Jahrhunderts war der Palast Sitz verschiedener Einrichtungen, u. a. des französischen Konsulats. Enrico Luigi Belimbau, letzter Erbe der Familie, verstarb 1991 ohne Nachkommen. Dessen Witwe, Rossana Iannoni, schenkte den Palazzo 2000 der Universität Genua. Die Universität setzte daraufhin Dach und Fassade bis 2004 in Stand. Das Gebäude beherbergt mit Ausnahme des Erdgeschosses ausschließlich Büros der Universität Genua.

## Gebäude
Das Gebäude hat eine Nutzfläche von etwa 3300 m². Der Architekt Giovanni Battista Pellegrini schuf die klassizistische Fassade, wie sie auch heute noch existiert, und das Treppenhaus, beides um 1780. Damals wurden auch bedeutende Veränderungen in den Innenräumen vorgenommen.
Die Fresken im Atrium und an der Decke des Treppenhauses stellen die Geschichte von Kleopatra dar, die Fresken im großen Saal des Piano nobile das Leben und die Zeit von Christoph Kolumbus. All das wurde im ersten Jahrzehnt des 17. Jahrhunderts von Lazzaro Tavarone geschaffen. Die Kleopatra-Fresken sollen wohl auf die Bedeutung von Delia Giustiniani, die Fresken zu Kolumbus auf den steilen gesellschaftlichen Aufstieg, den Wagemut und die Risikobereitschaft auch des Bauherren hinweisen. Wie in der Zeit üblich, konzentriert sich die Malerei auch hier auf eine große Tafel in der Mitte des Gewölbes, auf der die wichtigste Episode dargestellt ist: „Isabella von Kastilien und Ferdinand von Aragonien empfangen Kolumbus bei seiner Rückkehr aus der Neuen Welt“. Zwölf Lünetten an den Wänden enthalten ebenso viele Episoden aus dem Leben des Seefahrers. Die einzelnen Szenen begleiten Putten mit erklärenden Kartuschen. Die Wände sind mit perspektivischen Trompe-l’œil-Illusionen bemalt, die Landschaften der Riviera, Scheinarchitekturen und einige Figuren vortäuschen, unter denen wahrscheinlich auch der Künstler und sein Auftraggeber zu sehen sind.

## Wissenswert
Das Piano nobile mit den wertvollsten Fresken wird im Rahmen der Rolli Days der Öffentlichkeit zugänglich gemacht.